# خانه عروسک‌ها (فیلم)
خانه عروسک‌ها (به تلگو: Bommarillu) فیلمی محصول سال ۲۰۰۶ و به کارگردانی بهاسکار است. در این فیلم بازیگرانی همچون سیدارت نارایان، جنلیا دی‌سوزا، پراکاش راج، کوتو سیرانواسا رائو، جایا سودها ایفای نقش کرده‌اند.